# دکیتر (تنسی)
دیکیتر(به انگلیسی: Decatur) شهری در ایالت تنسی کشور ایالات متحده آمریکا است که جمعیت آن در سرشماری سال ۲۰۱۰ میلادی، ۱٬۵۹۸ نفر بوده‌است.